# Теорія змови

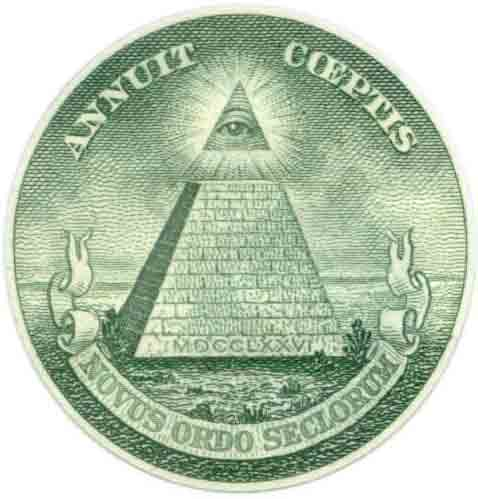
Подане зображення, розміщене на однодоларовій купюрі, низкою теоретиків змови розглядається як символ глобальної змови ілюмінатів або масонів.

Конспіраціонізм, теорія змови (від англ. conspiracy theory, також знана як конспірологічна теорія) — уявлення, котре пояснює певну подію (зазвичай політичну, суспільну або історичну) наслідком таємного плану групи впливових людей або організацій.
Теорію змов можна розглядати як частину теорії еліт.

## Назва
Попри те, що «теорія змови» та «конспірологія» позначають одні й ті самі явища, вони все ж мають деяку різницю в значеннях.
Теорія змови (англ. conspiracy theory; також вживається вираз «конспірологічна теорія») не має єдиного означення. Найпростішим означенням політолог Максим Яковлєв вважає «хибне уявлення про змову, тобто, теорія про те, чого не існує». Історикиня Кетрін Олмстед визначає це як «припущення про змову, яке може бути правдою, а може й ні». Девід Аароновітч подає таке визначення: «не необхідне припущення змови там, де інші пояснення є ймовірнішими». Хоч саме слово «теорія» означає розгляд певного явища та асоціюється з наукою (наприклад, як теорія відносності), однак у випадку теорій змов не має нічого спільного з науковим підходом. В англійській мові перше вживання виразу conspiracy theory Оксфордський словник датує 1909 роком, однак він уживається і в одній науковій публікації 1870 року без пояснення, що може свідчити про його вживаність на той час. У французькій мові слово théorie у зв'язку зі словом complot фіксується від початку 20 століття.
Слово «конспірологія» (від англ. conspiracy — «змова», яке своєю чергою походить від лат. conspirer — «домовитись», «дійти згоди») позначає саме явище, вид діяльності або загальне уявлення про світ, зав'язані на теоріях змов, а людину, схильну до конспірології називають «конспіролог». Ці слова можуть ввести в оману, оскільки містять у собі компонент «-логія», який зазвичай застосовується в назвах наукових дисциплін, як то філологія чи геологія, що суперечить сутності конспірології. Відповідно, й слово «конспіролог» означає не дослідника змов, а прихильника конспірологічних теорій. В англомовних країнах і країнах Європи ці слова не використовуються.
Специфічний світогляд, який характеризується схильністю особи приставати на теорії змови називають «конспірацизм» (англ. conspiracism), «конспіраціонізм» (фр. conspirationnisme)[джерело?].
Наукове дослідження конспірології як явища не має усталеної українськомовної назви, Яковлєв пропонує слова «змовознавство» або «конспірологознавство».

## Сутність теорій змови
Американська історикиня Кетрін Олмстед визначає поняття конспірацизму як «тенденцію бачити змови скрізь».
Термін «теорія змови» може бути просто нейтральним описом припущення про існування змови. Однак «теорія змови» або «конспірологічна теорія» також використовується для визначення жанру оповіді з великою кількістю аргументів (не обов'язково пов'язаних між собою) щодо існування великих суспільно і політично вагомих змов.
Більшість конспірологічних теорій, ймовірно, є хибними і не мають достатніх надійних доказів, щоб сприймати їх серйозно. Це піднімає цікаве питання про механізми їх виникнення і розповсюдження в попкультурі. Соціологи, психологи й експерти фольклору займалися пошуком відповіді на це питання починаючи з 1960-х років, коли вбивство президента США Джона Ф. Кеннеді породило безпрецедентну кількість чуток.
Коли конспірологічні теорії поєднують логічні хиби з відсутністю доказів, результатом є погляд на світ, відомий як конспірологія. Конспірологія пояснює важливі історичні події й тенденції таємними змовами. Академічні дослідження конспірологічних теорій і конспірології виявили набір їх характерних структурних рис.

## Ознаки конспірологічної теорії
Твердження, що мають кілька з наведених нижче рис, можуть бути кандидатами на класифікацію як конспірологічні теорії:
1. Виникли на основі обмеженої, часткової або опосередкованої інформації.
Створені, базуючись на статтях у ЗМІ, аніж на ґрунтовних знаннях чи наукових доказах.
2. Стосуються події чи процесу, що має велику історичну чи емоційну важливість.
Ставлять за мету дати пояснення явищу, яке становить інтерес для широкого загалу і має емоційну значущість.
3. Зводять складні моральні соціальні явища до простих, неморальних дій.
Безликі, інституційні процеси, особливо помилки чи недогляд, тлумачаться як навмисні, свідомі дії неморальних осіб.
4. Персоніфікують складні суспільні явища, приписуючи їх результат впливовим особистостям-змовникам.
Висновок про існування впливових особистостей-змовників робиться на основі «неможливості» певного ланцюга подій без керівної ролі особистості. (Ця риса подібна до попередньої, але відмінна від неї.)
5. Приписують змовникам надлюдські здібності або ресурси.
Можуть вимагати від змовників мати унікальну дисципліну, непохитну рішучість, високорозвинені або невідомі технології, нетипову психологічну проникливість, здатність передбачити майбутнє, необмежені ресурси тощо.
6. Ключові аргументи покладаються на індуктивну, а не дедуктивну логіку.
Робиться помилкове припущення про однаковий рівень впевненості як в індуктивних, так і в дедуктивних аргументах.
7. Апелюють до «здорового глузду».
Здоровий глузд замінює ґрунтовніші, академічно респектабельні методології, прийняті для дослідження суспільних і наукових явищ.
8. Характеризуються встановленими логічними й методологічними хибами.
В аргументах легко знайти формальні й неформальні логічні хиби.
9. Генеруються і розповсюджуються «сторонніми особами», часто неназваними, і загалом не проходять рецензію.
свідчення походять від осіб, що не мають інсайдерських контактів або знань, і є популярними серед осіб без спеціальних (особливо технічних) знань.
10. Знаходять підтримку в осіб з наочними хибними уявленнями у відповідній галузі науки.
Принаймні деякі з прихильників теорій вірять в них на основі хибних уявлень щодо елементарних наукових фактів.
11. Не мають жодної підтримки в науковому товаристві.
Вчені й експерти загалом ігнорують повідомлення, вважаючи їх занадто поверхневими, щоб витрачати час на їх спростування і ризикувати своїм авторитетом.
12. Експертні спростування ігноруються або пристосовуються шляхом розробки нових сюжетів у оповіданні.
Коли експерти спростовують теорії, надаючи докази, оповідання доробляються (іноді у дивовижний спосіб) з метою відкинути докази, часто використовуючи самі спростування в оновленій теорії.
13. до змовників зараховують дедалі більше осіб.
Розповіді про існування змов мають тенденцію до розростання і можуть досягти глобальних масштабів. Коли прихильники мають проблеми з контраргументами, теорії змови розростаються (див. попередню рису). Теорії змов, що існують кілька десятиріч, зазвичай охоплюють увесь світ і значні періоди історії.
14. Теорії змов зосереджуються на «все тих самих підозрюваних».
Класичні теорії змов зображують осіб, групи або організації, проти яких існує дискримінація в тому суспільстві, де виникла теорія. Типовими персонажами є євреї та іноземці, а також організації з поганою чи яскравою репутацією, наприклад ордени, нацисти і майже всі спецслужби.

Теорію математичної ймовірності швидкого розкриття таємниць та змов побудував дослідник з Оксфордського Університету Девід Ґраймс. Вона спирається на розподіл Пуассона та дослідження кількох скандальних випадків та чуток в історії 20 століття.

## Протидія
Раціональні аргументи та висміювання за деяких умов можуть призводити до подолання конспірологічного мислення.